# The Doughgirls
The Doughgirls es una película de comedia estadounidense de 1944 dirigida por James V. Kern basada en una obra de teatro del mismo nombre, escrita en 1942 por Joseph Fields.
La película gira en torno a tres parejas de recién casados, centrándose en la pareja Halstead, interpretada por Jane Wyman y Jack Carson, y sus desventuras al intentar encontrar algo de privacidad y espacio para vivir en la escasez de viviendas en Washington D. C. durante la Segunda Guerra Mundial. El reparto incluye a Eve Arden como una francotiradora rusa y Joe DeRita como un huésped somnoliento del hotel, ambos buscando ventaja en el hotel abarrotado.

## Argumento
Los recién casados Halstead, Arthur (Jack Carson) y Vivian (Jane Wyman), al llegar a su abarrotado hotel de D. C., parten hacia la suite de luna de miel, solo para descubrir que la usurparon la anterior pareja de recién casados, los Cadman, Julian (John Ridgely) y Edna (Ann Sheridan). Finalmente, una tercera pareja de recién casados, los Dillon, Tom (Craig Stevens) y Nan (Alexis Smith), llega para reclamar también la suite. Añádase a esto un contratista militar con una actitud dura; un jefe lascivo; un investigador del FBI; un juez (para hacer «legal» el matrimonio de una de las parejas); un grupo de bebés huérfanos; una rusa a la que le gusta cazar palomas; y un hombre errante tratando de encontrar algún lugar donde dormir un poco.

## Reparto
- Ann Sheridan como Edna Stokes Cadman.
- Alexis Smith como Nan Curtiss Dillon.
- Jack Carson como Arthur Halstead.
- Jane Wyman como Vivian Marsden Halstead.
- Irene Manning como la Sra. Sylvia Cadman.
- Charles Ruggles como Stanley Slade.
- Eve Arden como la sargento Natalia Moskoroff.
- John Ridgely como Julian Cadman.
- Alan Mowbray como Breckenridge Drake.
- John Alexander como Warren Buckley.
- Craig Stevens como el teniente Tom Dillon.
- Francis Pierlot como el Sr. Jordan.
- Donald MacBride como juez Franklin.
- Regis Toomey como Agente Walsh.
- Joe DeRita como El Extraño (sin acreditar).
- Marie De Becker como criada (sin acreditar).

## Producción
Warner Bros. compró los derechos de la obra de teatro The Doughgirls por 250 000 dólares, pero aún necesitaba un guion y una manera de llevar a la pantalla una historia de tres parejas no casadas en la misma suite de hotel que sortee la censura, conocida como la oficina de Breen. El estudio empleó a James V. Kern y Sam Hellman para adaptar la obra de Fields; casar a las parejas y bajar el tono del lenguaje. Agregaron chistes para abordar el hacinamiento en Washington D. C., utilizando referencias de tiempos de guerra como el racionamiento, mientras organizaban una visita a la Casa Blanca para que los Dillon se reunieran con los Roosevelt fuera de cámara.
Jane Wyman, aunque no estaba contenta con el cuarta lugar en los créditos ni con el papel de «tonta», estaba contenta con el elenco y con estar trabajando. Ann Sheridan estuvo a punto de ser suspendida por The Doughgirls cuando Warner Bros. se negó a dejarla salir del rodaje, pero aprovechó su estatus de estrella y negoció una gira con la USO una vez finalizada, algo que había deseado durante algún tiempo.

## Recepción
Daniel Bubbeo en The Women of Warner Brothers describió a The Doughgirls como «una farsa estridente donde el humor proviene del matrimonio no consumado de Wyman y Carson, con una gran actuación de Eve Arden como una rusa visitante».
The New York Times la reseñó diciendo que está «destilado de la obra» y «a veces el diálogo se convierte en tonterías y sólo se salva por la actuación de los intérpretes».